# 金子筑水
金子 筑水（かねこ ちくすい、明治3年1月10日（1870年2月10日） - 昭和12年（1937年）6月1日）は、日本の哲学者・思想・文芸評論家。
本名は「金子 馬治」（うまじ）。

## 経歴
1870年、長野県小県郡赤坂村（現上田市）生まれ。旧制上田中学（現・長野県上田高等学校）を経て、1893年東京専門学校（現早稲田大学）卒業後、]母校講師となる。
『早稲田文学』1898年2月に評論「所謂社会小説」を発表した。1903年ドイツに留学し、ライプツィヒ大学、ベルリン大学、ハイデルベルク大学で学んだ。帰国後の1907年より早稲田大学教授となり、哲学、心理学、美学を講義した。同大学文学部長、早稲田大学坪内博士記念演劇博物館長、常務理事を務めた。1920年、文学博士号を取得。墓所は雑司ヶ谷霊園。

## 研究内容・業績
第一次『早稲田文学』に文芸に関する論文、評論などを発表する傍ら、欧米思想の紹介や評論活動、アンリ・ベルグソンやフリードリッヒ・ニーチェの翻訳等を行った。

## 著書

### 単著
- 『時代思想之研究』早稲田大学出版部、1910年5月。
- 『普通心理学』早稲田大学出版部、1917年1月。NDLJP:954037。
- 『生活と文化』南北社、1919年5月。
  - 『生活と文化』（再版）南北社、1919年6月。NDLJP:1088382。
- 『欧洲思想大観』東京堂〈思想叢書〉、1920年10月。
  - 『欧洲思想大観』（11版）東京堂〈思想叢書〉、1921年10月。NDLJP:969714。
- 『現代哲学概論』東京堂〈思想叢書 第4編〉、1922年12月。
  - 『現代哲学概論』（7版）東京堂〈思想叢書 第4編〉、1923年4月。NDLJP:969717。
  - 『現代哲学概論』（増補改訂）東京堂、1930年11月。NDLJP:1171617。
- 『芸術の本質』東京堂、1925年1月。NDLJP:969718。
  - 『芸術の本質』（4版）東京堂、1925年4月。NDLJP:1871985。
- 『文芸の本質観と特殊観』教化団体聯合会〈教化資料 第61輯〉、1927年5月。
- 『哲学概論』早稲田大学出版部、1927年11月。NDLJP:1175807。
- 『欧洲思想大観』東京堂、1930年11月。NDLJP:1187107。
  - 『欧洲思想大観』（改訂再版）東京堂、1947年8月。NDLJP:1038784。
- 『哲学概説・現代認識論問題』誠文堂〈哲学講座 第1巻〉、1931年3月。
- 『論理学 上』岩波書店〈岩波講座哲学〉、1932年9月。
- 『論理学 下』岩波書店〈岩波講座哲学〉、1933年1月。
- 『哲学概論 上』東海書房〈東海叢書〉、1946年12月。
- 『哲学概論 下』東海書房〈東海叢書〉、1947年1月。

### 編著
- 『現代哲学十二講』理想社出版部、1937年6月。

### 翻訳
- フリードリヒ・ニイチエ『悲劇の出生 善悪の彼岸』早稲田大学出版部〈現代哲学 第3編〉、1915年2月。NDLJP:950199。

### 監修
- 『基礎哲学』桑木厳翼・金子馬治監修、理想社出版部〈新哲学講座 第1巻〉、1937年11月。
- 『特殊哲学』桑木厳翼・金子馬治監修、理想社出版部〈新哲学講座 第2巻〉、1937年12月。
- 『文化哲学』桑木厳翼・金子馬治監修、理想社出版部〈新哲学講座 第3巻〉、1938年2月。

### 共訳
- アンリ・ベルグソン 著、金子馬治・桂井当之助 訳『創造的進化』早稲田大学出版部、1913年10月。NDLJP:950197。

### 著作集

#### 金子博士選集
- 『文芸及哲学論集』理想社出版部〈金子博士選集 上巻〉、1938年5月。NDLJP:1228092。
- 『美学及芸術学講義』理想社出版部〈金子博士選集 下巻〉、1940年12月。NDLJP:1261685。

#### 明治文学全集
- 稲垣達郎編集 編『金子筑水・田中王堂・片山孤村・中沢臨川・魚住折蘆集』筑摩書房〈明治文学全集 50〉、1974年10月。ISBN 9784480103505。